# 삼성중앙역
삼성중앙역(三成中央驛, Samseong Jungang station)은 서울특별시 강남구 삼성동에 있는 서울 지하철 9호선의 전철역이다.

## 역사
- 2014년 12월 18일 : 삼성중앙역으로 역명 결정[2]
- 2015년 3월 28일 : 서울 지하철 9호선 2단계 개통과 함께 영업 개시
- 2018년 11월 28일 : 서울메트로9호선운영 재위탁 운영에서 서울교통공사 직영으로 전환

## 역 구조
2면 4선의 곡선 상대식 승강장을 갖추고 있으며, 스크린도어가 설치되어 있다. 가운데 2선은 급행열차 통과선이 설치되어 있으나, 급행열차가 일반열차를 추월하지 않는다.

### 승강장
| ↑ 선정릉↑ |
| \| 하     |
| ↓ 봉은사  |

| 하행 | ● 서울 지하철 9호선 | 일반 선정릉 · 노량진 · 김포공항 · 개화 방면             |
| 상행 | ● 서울 지하철 9호선 | 일반 종합운동장 · 석촌 · 올림픽공원 · 중앙보훈병원 방면 |

## 역 주변
- 봉은공원
- 학봉공원
- 배스킨라빈스 삼성플래티넘점
- 피자스쿨 차관사거리점
- 서울정애학교
- 이마트 에브리데이 삼성동점
- 플레디스 엔터테인먼트
- 하이스타 엔터테인먼트
- 경기고등학교
- ● 서울 지하철 7호선 청담역 방면

## 논란,사고
928역의 역명은 원래 학당골역으로 예정되어 있었으나, 납골당(봉안당)과 발음이 거의 비슷하며 김일성의 아버지 김형직을 기리기 위한 사적지인 "학당골혁명사적지"가 연상된다는 지적이 나와 재심에 들어갔다. 결국 2014년 12월 15일 서울시 지명 위원회를 통해 928역의 역명은 "삼성중앙역"으로 확정되었고, 12월 17일 서울특별시 고시를 통해 공식화하였다.

## 사진

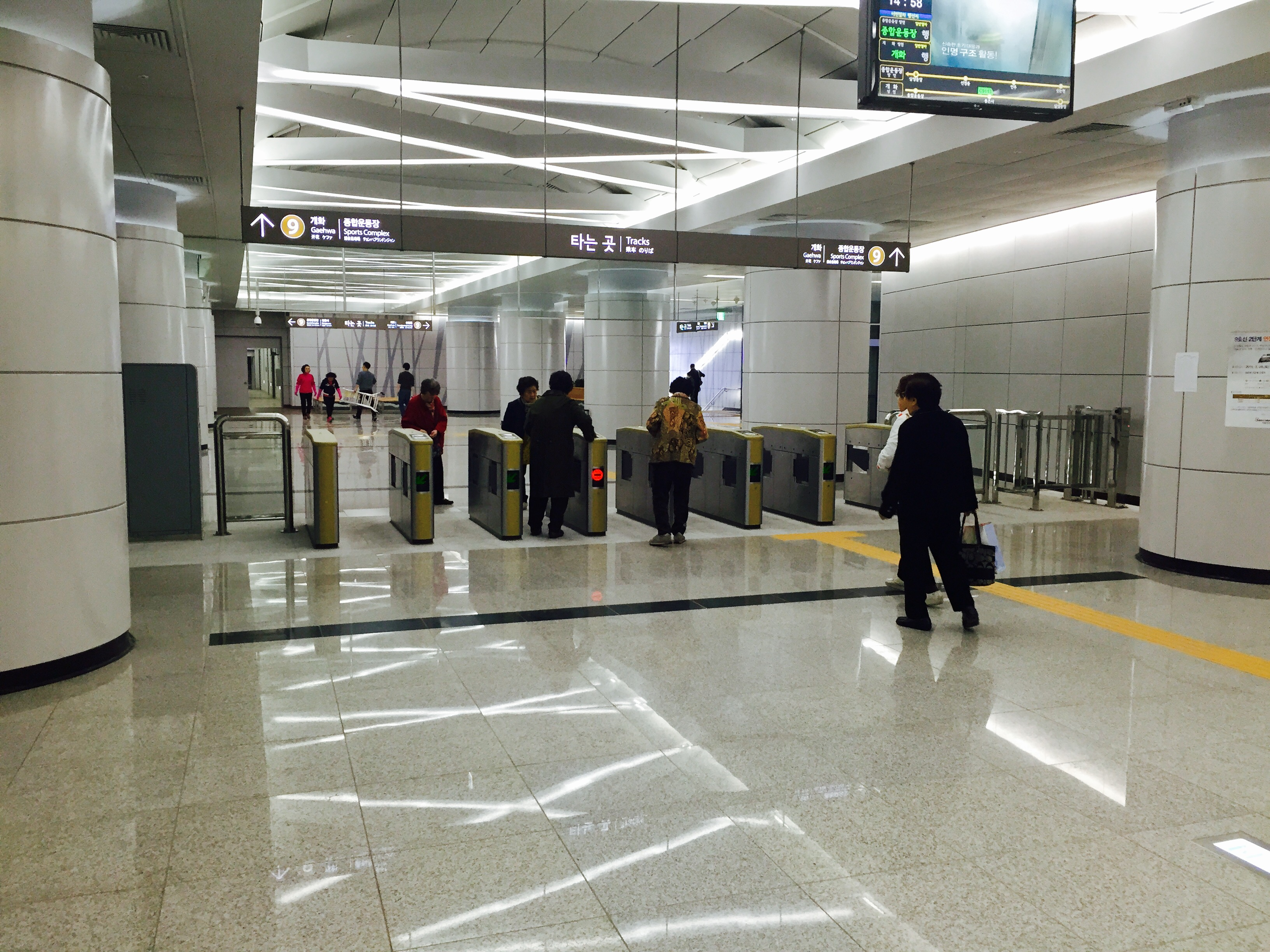
개찰구
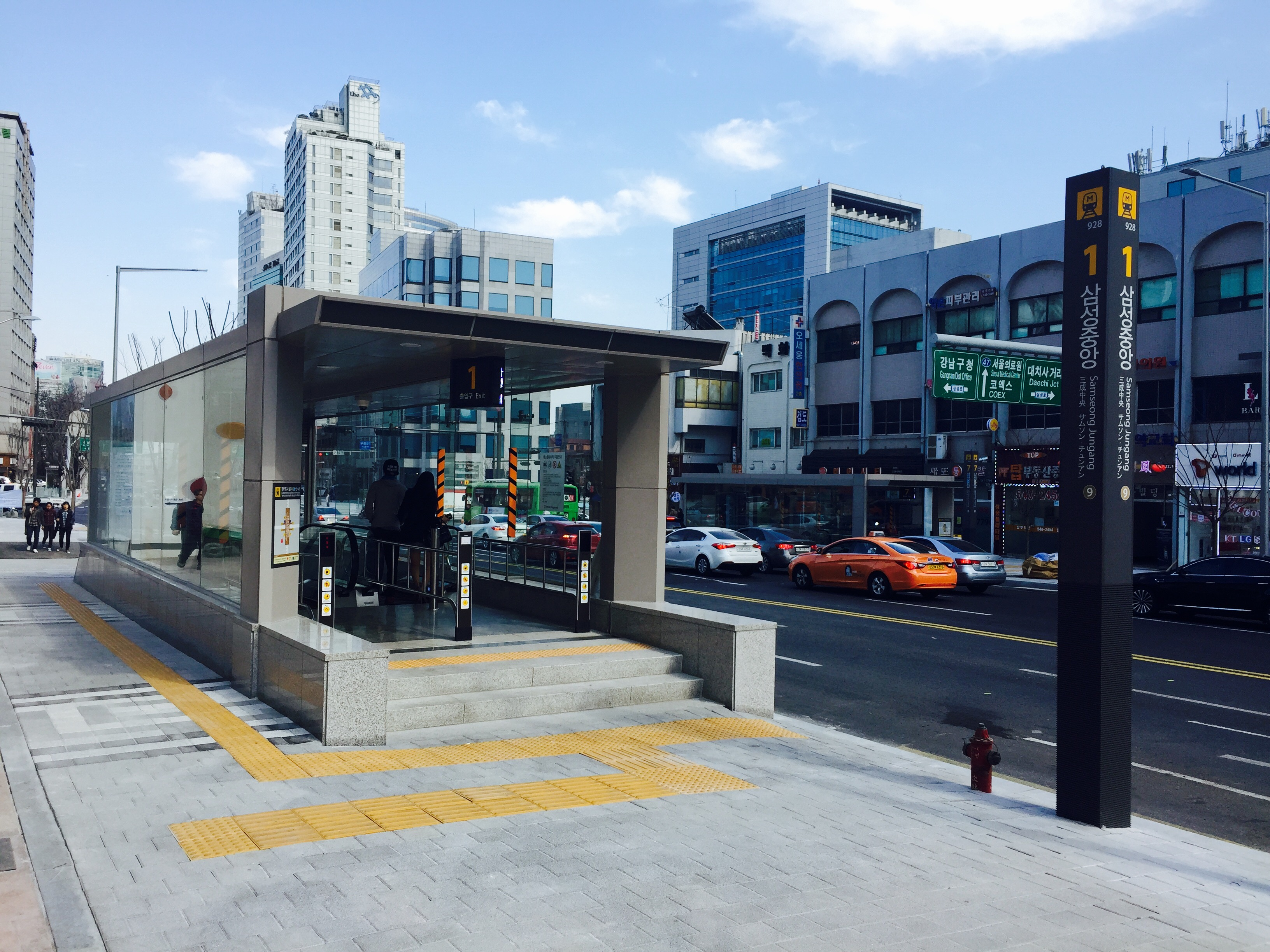
1번 출입구
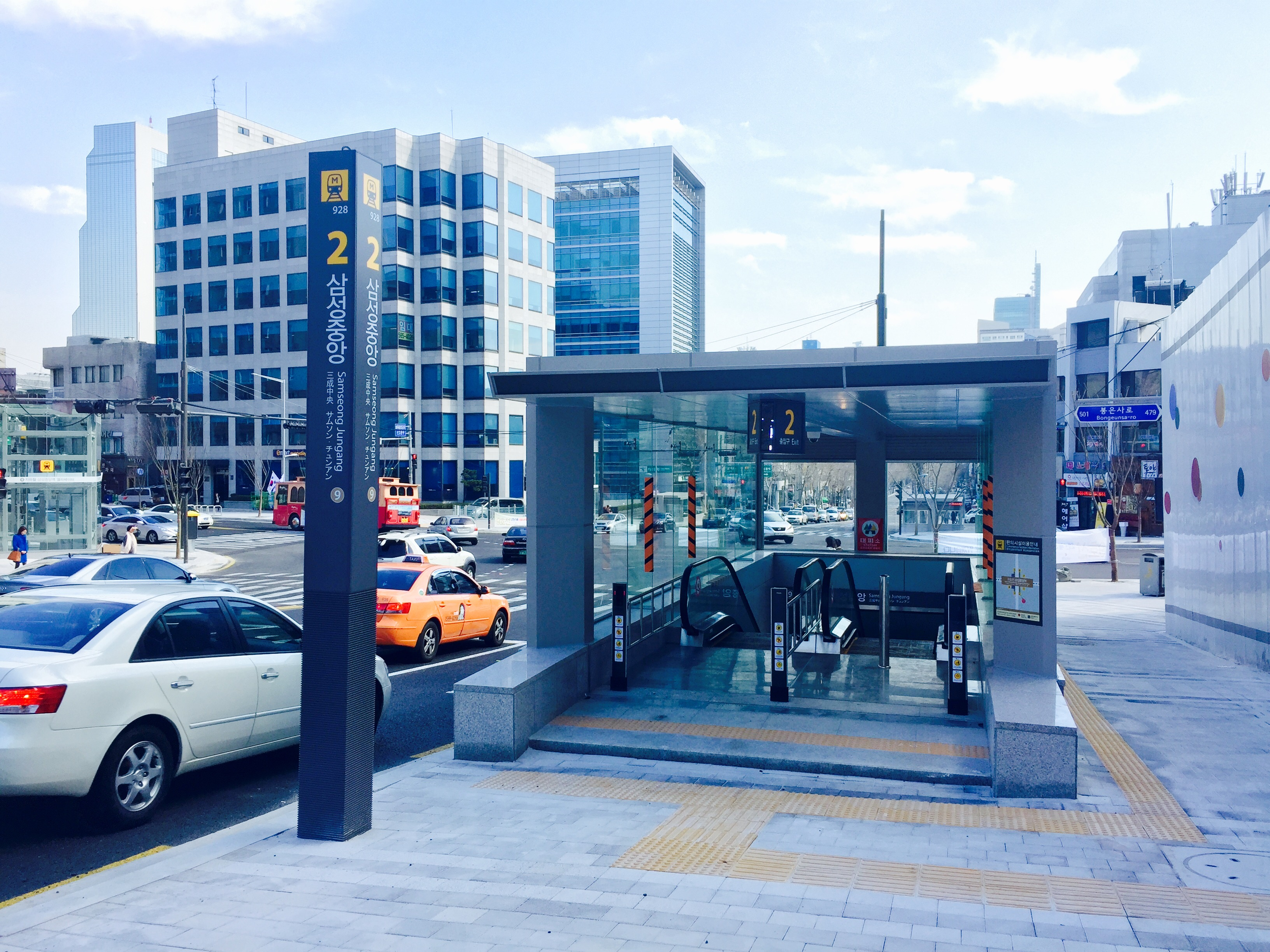
2번 출입구
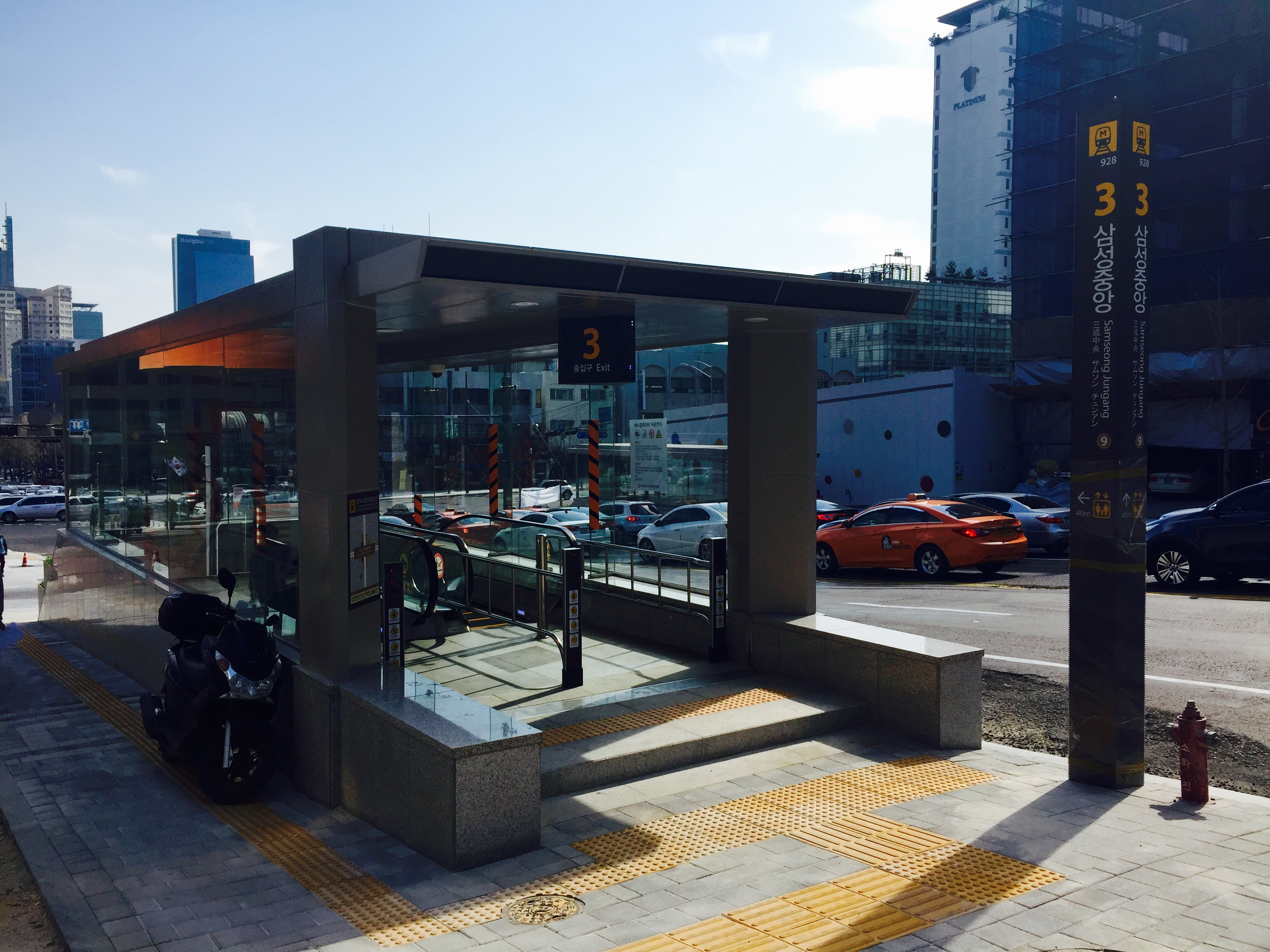
3번 출입구
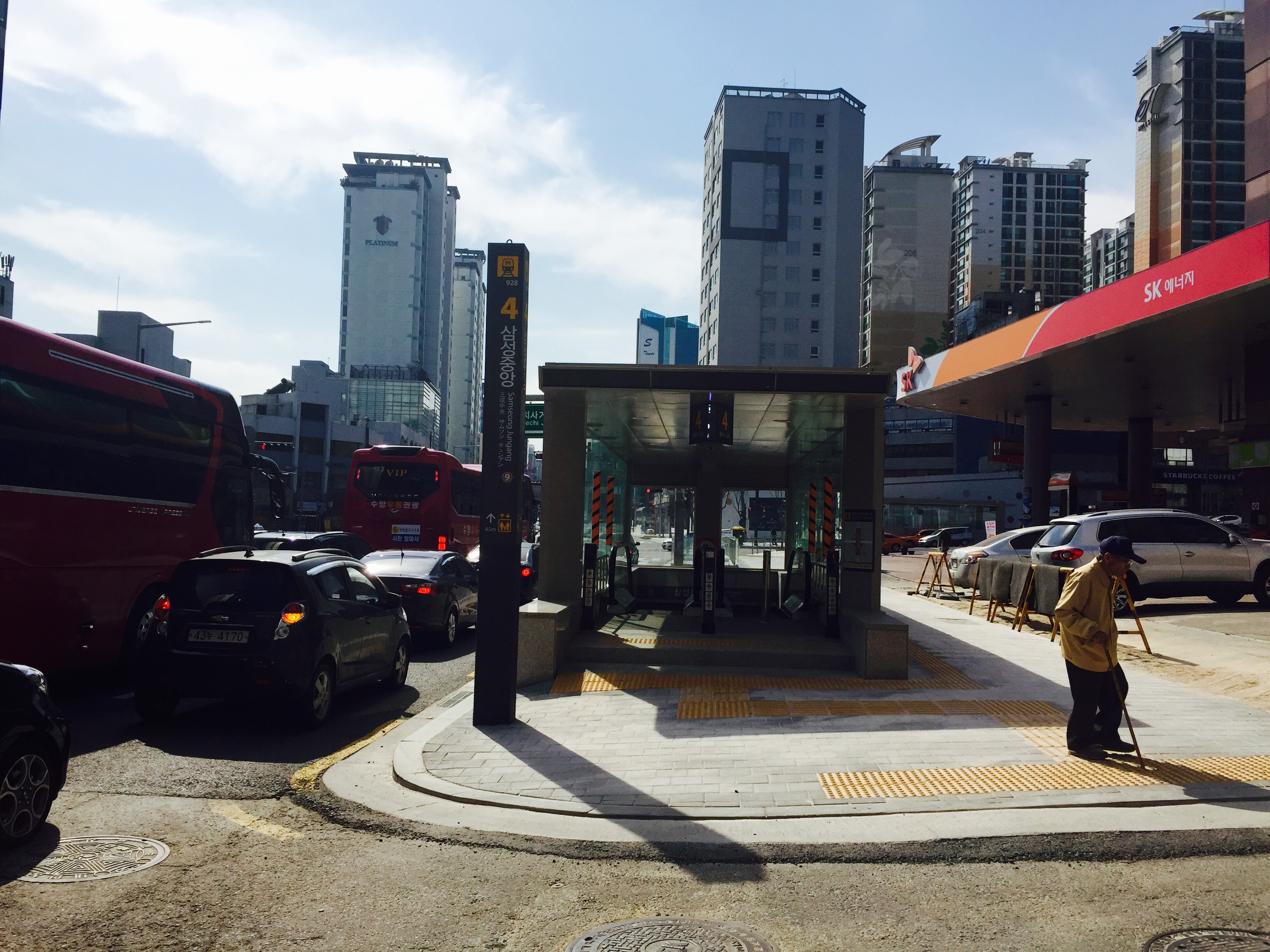
4번 출입구
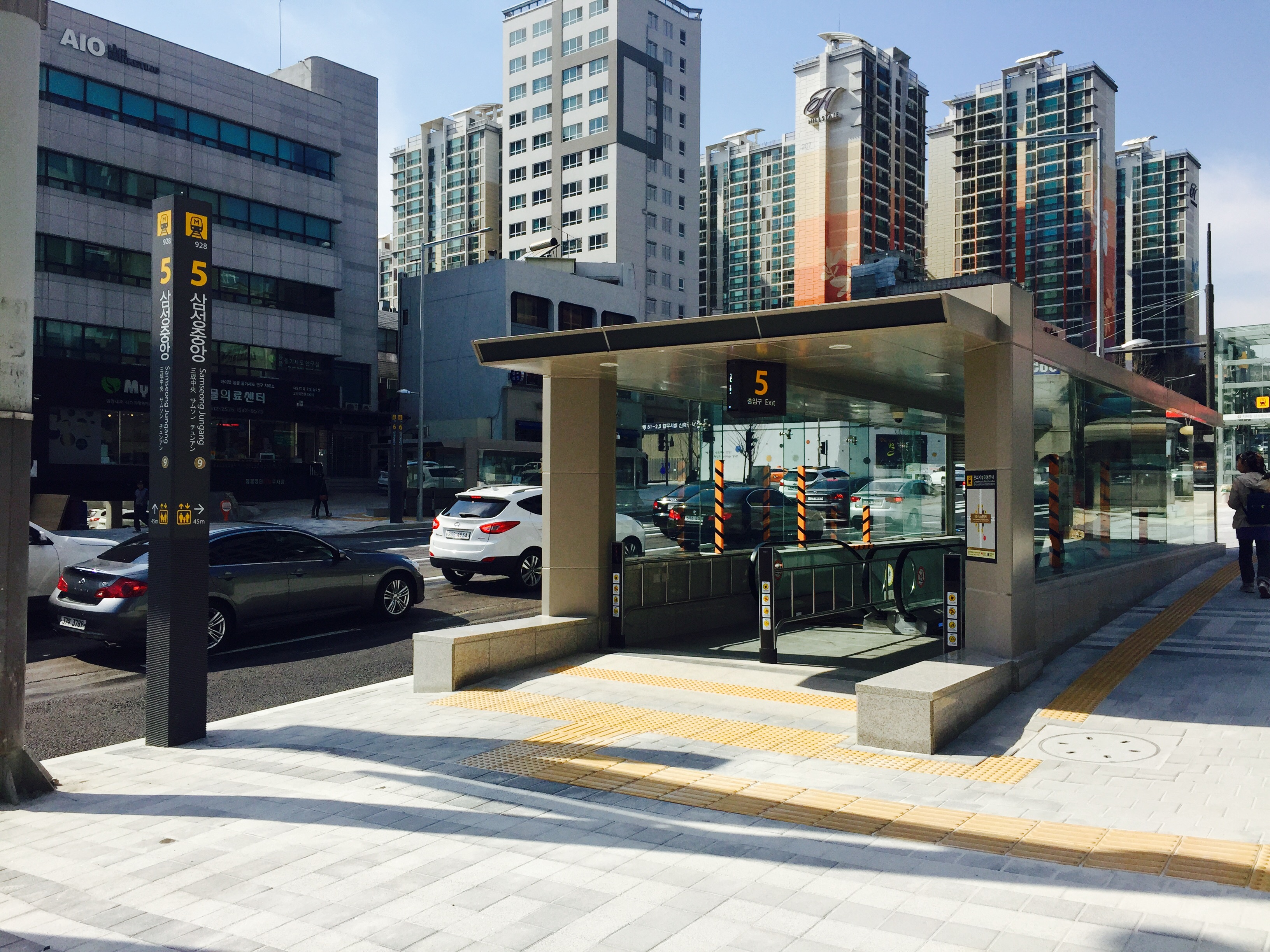
5번 출입구
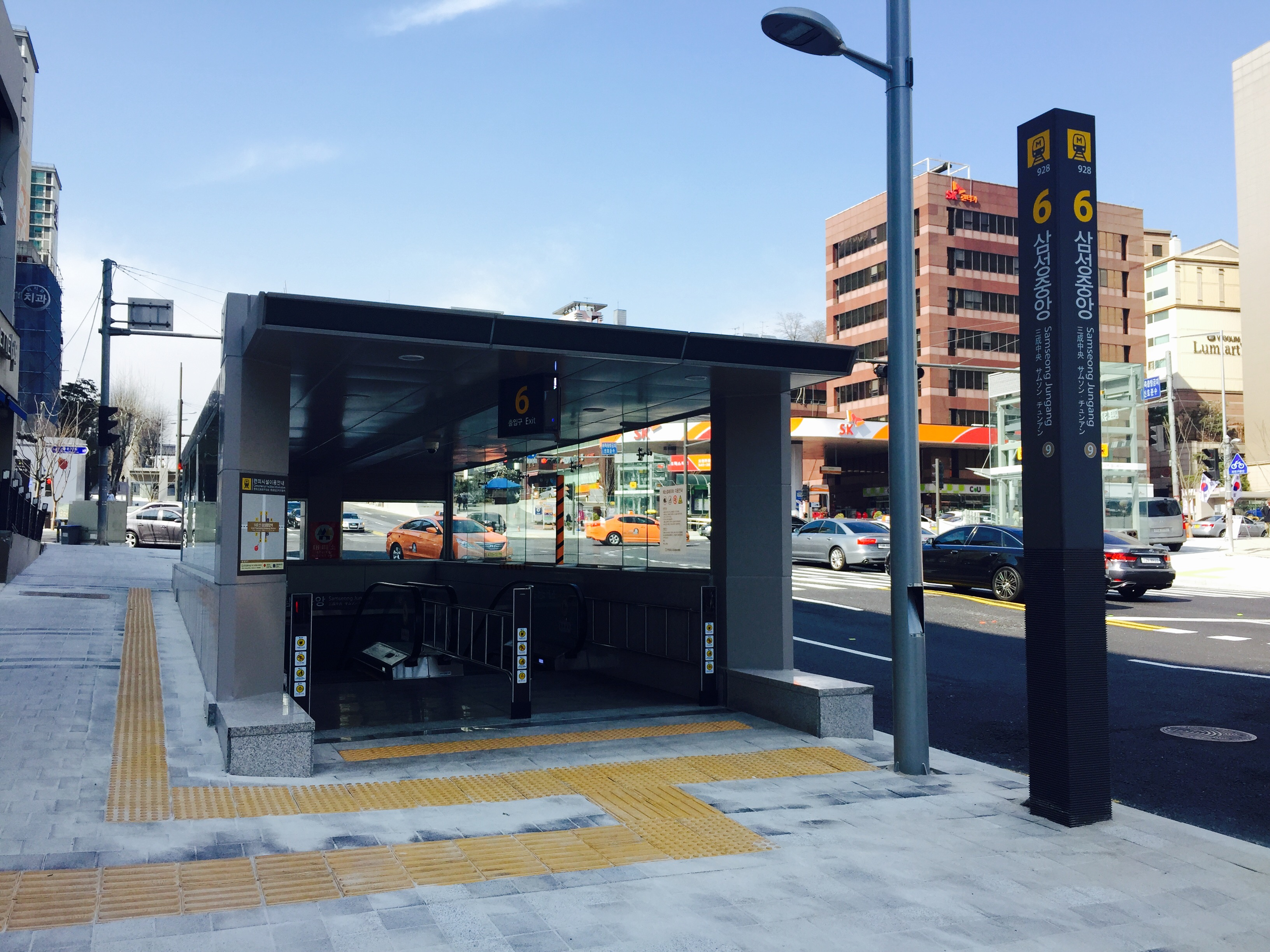
6번 출입구
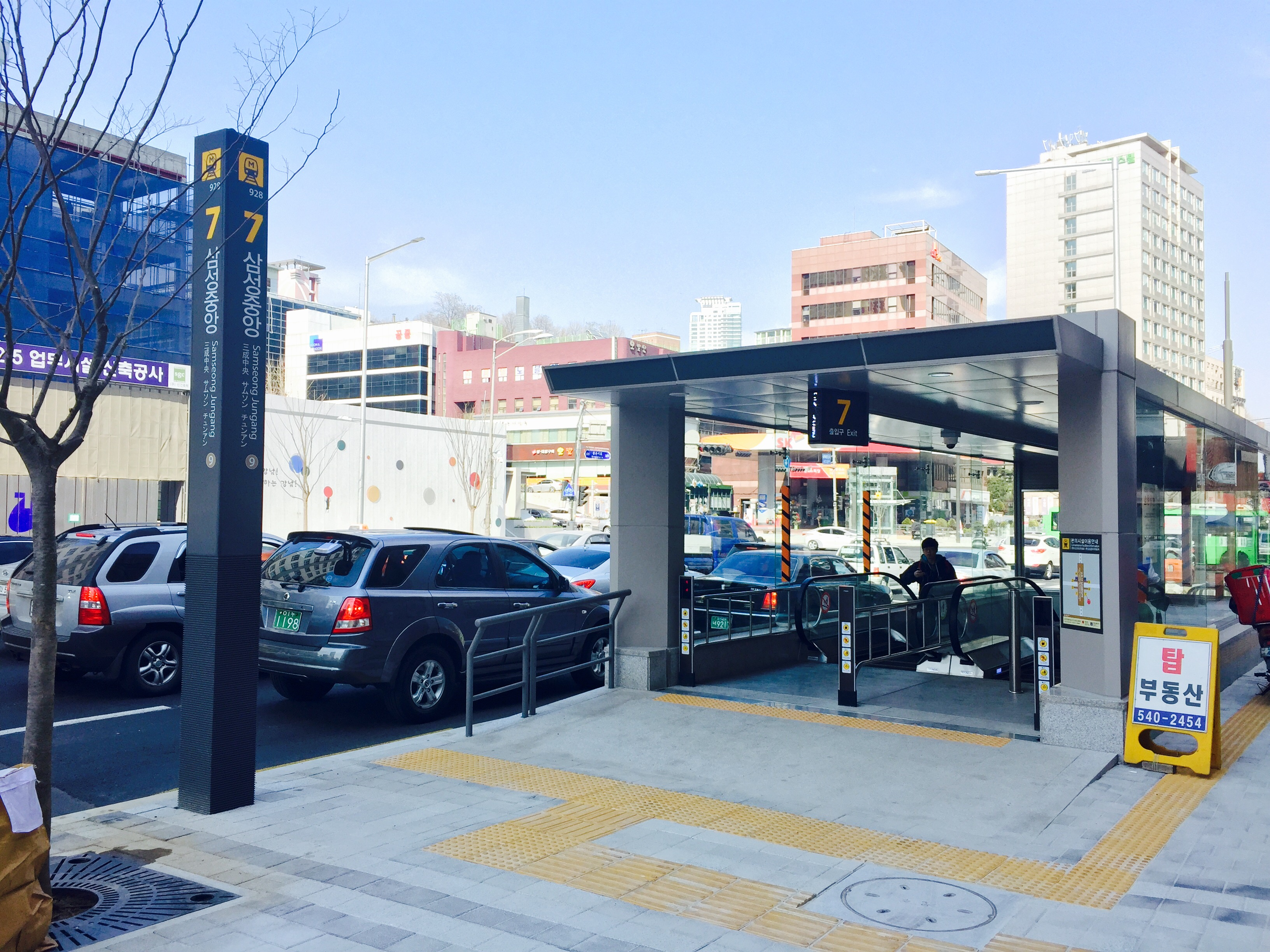
7번 출입구
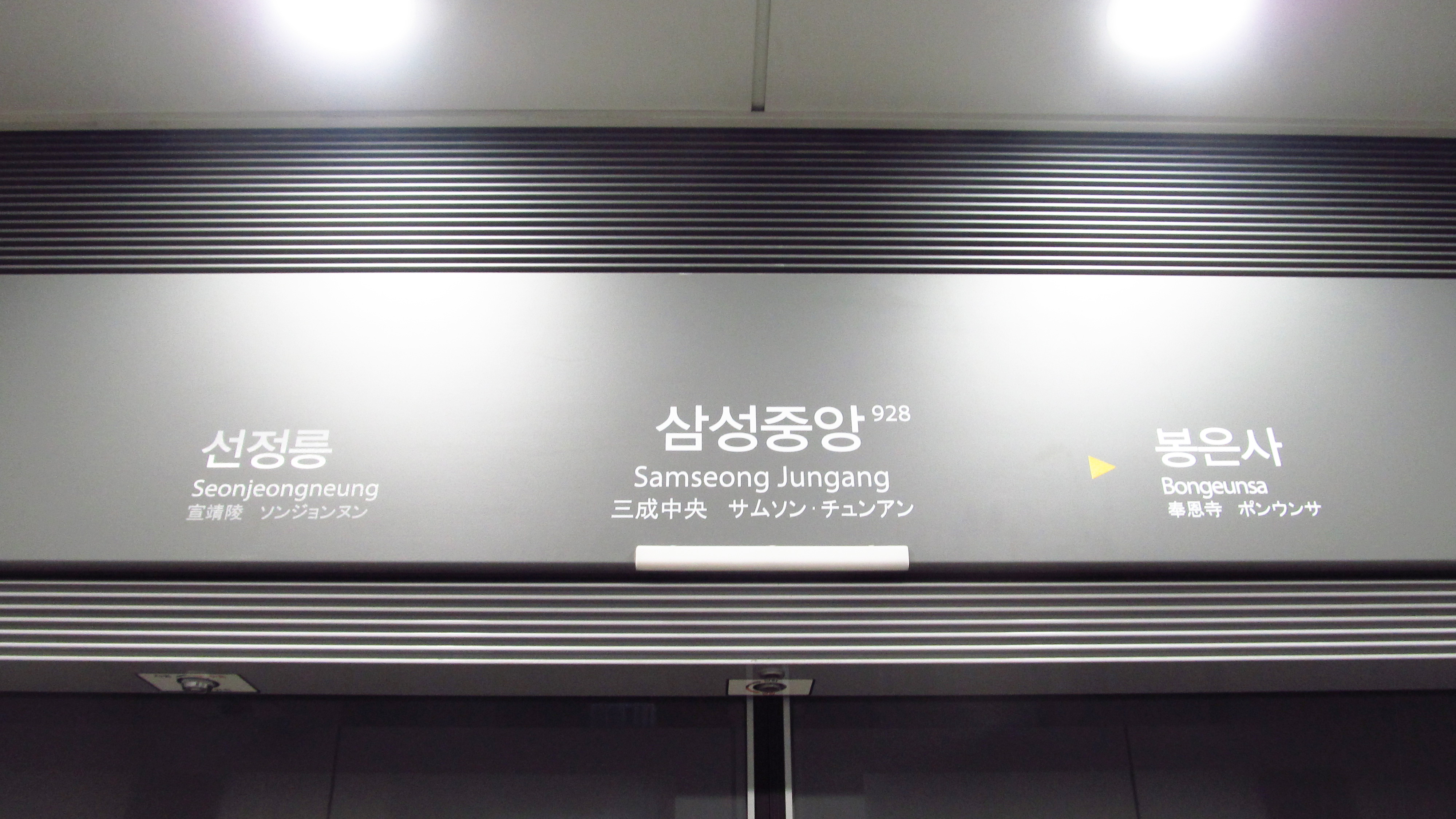
스크린도어 상단에 있는 역명판

## 이용객 변동
2015년 자료는 개통일인 2015년 3월 28일부터 12월 31일까지인 279일치만이 반영된 것이다.
| 노선  | 노선 | 일평균 인원수 (명/일) | 일평균 인원수 (명/일) | 일평균 인원수 (명/일) | 일평균 인원수 (명/일) | 일평균 인원수 (명/일) | 일평균 인원수 (명/일) | 일평균 인원수 (명/일) | 각주  |
| 노선  | 노선 | 2009년                | 2010년                | 2011년                | 2012년                | 2013년                | 2014년                | 2015년                | 각주  |
| ----- | ---- | --------------------- | --------------------- | --------------------- | --------------------- | --------------------- | --------------------- | --------------------- | ----- |
| 9호선 | 승차 | 미개통                | 미개통                | 미개통                | 미개통                | 미개통                | 미개통                | 3,750                 | [ 5 ] |
| 9호선 | 하차 | 미개통                | 미개통                | 미개통                | 미개통                | 미개통                | 미개통                | 3,808                 | [ 5 ] |

## 인접한 역
| 서울 지하철 9호선    | 서울 지하철 9호선        | 서울 지하철 9호선            |
| -------------------- | ------------------------ | ---------------------------- |
| 927 선정릉 개화 방면 | ● 서울 지하철 9호선 일반 | 929 봉은사 중앙보훈병원 방면 |